# Звягельська районна рада
Звягельська райо́нна ра́да — орган місцевого самоврядування Звягельського району Житомирської області. Розміщується в місті обласного значення Звягель.

## Склад ради

### VIII скликання
Загальний склад ради — 42 депутати.
25 жовтня 2020 року, на чергових місцевих виборах, було обрано 42 депутати ради, з них (за суб'єктами висування): «Наш край» — 7, «Слуга народу» — 6, «Європейська Солідарність» та Радикальна партія Олега Ляшка — по 5, «Опозиційна платформа — За життя» — 4, Народна партія, Всеукраїнське об'єднання «Батьківщина», «Пропозиція», «Сила і честь», «За майбутнє» — по 3.

#### Голова
4 грудня 2020 року, на першій сесії, головою районної ради обрали Артура Загривого, депутата від «Європейської Солідарности», члена цієї партії, місцевого підприємця.

### VII скликання
Загальний склад ради: 40 депутатів.
Виборчий бар'єр на чергових місцевих виборах 2015 року подолали шість політичних партій. Безперечним лідером перегонів стала місцева організація партії «Європейська солідарність», котра отримала 16 депутатських місць, Всеукраїнське об'єднання «Батьківщина» здобуло 8 мандатів, «Народна Партія» — 7 місць, «Опозиційний блок» — 4 депутати, Радикальна партія Олега Ляшка — 3 та партія «УКРОП» 2 депутати.

#### Голови
23 листопада 2015 року, на першій сесії Новоград-Волинської районної ради VII скликання, головою районної ради обрано представника «Європейської Солідарности», Рудницького Дмитра Вікторовича, заступницею стала Анна Олександрівна Громико, представниця РП Ляшка.
23 жовтня 2019 року Дмитро Рудницький достроково склав повноваження голови Новоград-Волинської районної ради.

## Колишні голови ради
- Загривий Володимир Іванович — 1991—1993 роки
- Янчук Василь Степанович — 1993—1994 роки
- Жигадло Франц Феліксович — 1994—1998 роки
- Федорчук Володимир Васильович — 1998—2006 роки
- Гончарук Віктор Васильович — 2006—2010 роки
- Весельський Франц Вікторович — 2010—2015 роки
- Рудницький Дмитро Вікторович — 2015—2019 роки